# Hermann Immermann (Mediziner)

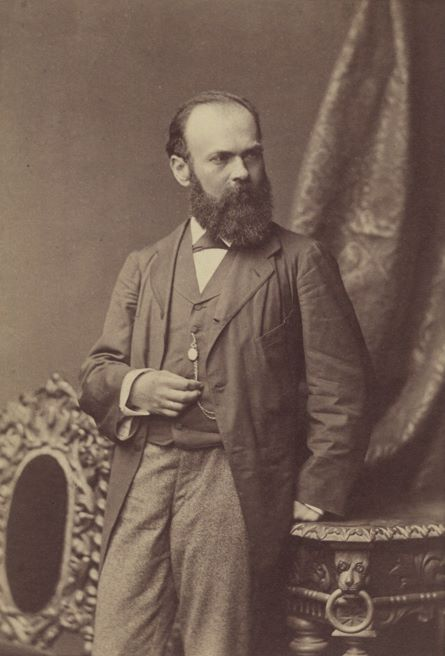
Hermann Immermann

Hermann Immermann (* 2. September 1838 in Magdeburg; † 13. Juni 1899 in Basel) war ein deutscher Internist und Hochschullehrer.

## Leben
Immermann studierte zunächst an der Friedrichs-Universität Halle und der Julius-Maximilians-Universität Würzburg Medizin. 1858 wurde er im Corps Nassovia Würzburg recipiert. Als Inaktiver wechselte er an die Königliche Universität zu Greifswald, die Eberhard Karls Universität Tübingen und die Friedrich-Wilhelms-Universität zu Berlin. Als Schüler von Felix von Niemeyer wurde er 1860 in Berlin zum Dr. med. promoviert. 1864 wurde er Assistent bei v. Niemeyer. Bei ihm habilitierte er sich 1866. In jener Zeit war er Sekundararzt die Erlanger Poliklinik. 1871 folgte er dem Ruf der Universität Basel auf den Lehrstuhl für Innere Medizin. Über 28 Jahre war er Direktor der Medizinischen Klinik. Er starb mit 61 Jahren im Amt. 1888 wurde er in die Deutsche Akademie der Naturforscher Leopoldina gewählt.